# Carinoma hamanako
Carinoma hamanako is een snoerwormensoort uit de familie van de Carinomidae. De wetenschappelijke naam van de soort is voor het eerst geldig gepubliceerd in 2011 door Kajihara, Yamasaki & Andrade.